# World Rugby U20 Trophy 2019
Die World Rugby U20 Trophy 2019 war die zwölfte Ausgabe des gleichnamigen Wettbewerbs in der Sportart Rugby Union, der als Qualifikation zur Juniorenweltmeisterschaft dient. Die Veranstaltung fand vom 9. bis 21. Juli 2019 in Brasilien statt. Den Wettbewerb entschied zum dritten Mal Japan für sich.
Einen Monat zuvor fand in Argentinien die Juniorenweltmeisterschaft 2019 für höher eingestufte Mannschaften statt.

## Austragungsort
Sämtliche Spiele wurden im Estádio Municipal Martins Pereira in São José dos Campos ausgetragen.

## Teilnehmer
Acht Mannschaften nahmen am Turnier teil. Automatisch qualifiziert waren Gastgeber Rumänien und Samoa, der Letztplatzierte der Juniorenweltmeisterschaft 2017. Weitere sechs Länder qualifizierten sich über kontinentale Meisterschaften in Afrika, Asien, Europa, Nordamerika, Ozeanien und Südamerika.
| Land      | Qualifiziert als            |
| --------- | --------------------------- |
| Brasilien | Gastgeber                   |
| Hongkong  | Junioren-Asienmeister       |
| Japan     | Absteiger JWM 2018          |
| Kanada    | Junioren-Nordamerikameister |
| Kenia     | Junioren-Afrikameister      |
| Portugal  | Junioren-Europameister      |
| Tonga     | Junioren-Ozeanienmeister    |
| Uruguay   | Junioren-Südamerikameister  |

## Vorrunde
Modus:
- 4 Punkte bei einem Sieg
- 2 Punkte bei einem Unentschieden
- 1 Bonuspunkt für vier oder mehr Versuche, unabhängig vom Endstand
- 1 Bonuspunkt bei einer Niederlage mit sieben oder weniger Spielpunkten Unterschied

### Gruppe A
|    | Land      | Spiele | Siege | Unent. | Ndlg. | Spiel- punkte | Diff. | Bonus- punkte | Tabellen- punkte |
| -- | --------- | ------ | ----- | ------ | ----- | ------------- | ----- | ------------- | ---------------- |
| 1. | Japan     | 3      | 3     | 0      | 0     | 150:89        | + 61  | 3             | 15               |
| 2. | Uruguay   | 3      | 2     | 0      | 1     | 146:67        | + 90  | 3             | 11               |
| 3. | Kenia     | 3      | 1     | 0      | 2     | 71:135        | − 64  | 1             | 5                |
| 4. | Brasilien | 3      | 0     | 0      | 3     | 58:134        | − 76  | 2             | 2                |

| 9. Juli 2019 12:00 BRT | Japan           | 56 : 24 | Brasilien | Estádio Municipal Martins Pereira, São José dos Campos Schiedsrichter: Luke Rogan (USA) |
| 9. Juli 2019 12:00 BRT | (27:10) Bericht |         |           | Estádio Municipal Martins Pereira, São José dos Campos Schiedsrichter: Luke Rogan (USA) |

| 9. Juli 2019 17:00 BRT | Kenia          | 11 : 63 | Uruguay | Estádio Municipal Martins Pereira, São José dos Campos Schiedsrichter: Federico Vedovelli (Italien) |
| 9. Juli 2019 17:00 BRT | (3:29) Bericht |         |         | Estádio Municipal Martins Pereira, São José dos Campos Schiedsrichter: Federico Vedovelli (Italien) |

| 13. Juli 2019 14:00 BRT | Japan           | 46 : 31 | Uruguay | Estádio Municipal Martins Pereira, São José dos Campos Schiedsrichter: Federico Vedovelli (Italien) |
| 13. Juli 2019 14:00 BRT | (26:14) Bericht |         |         | Estádio Municipal Martins Pereira, São José dos Campos Schiedsrichter: Federico Vedovelli (Italien) |

| 13. Juli 2019 17:00 BRT | Kenia           | 26 : 24 | Brasilien | Estádio Municipal Martins Pereira, São José dos Campos Schiedsrichter: Gonzalo Ventoso (Uruguay) |
| 13. Juli 2019 17:00 BRT | (13:10) Bericht |         |           | Estádio Municipal Martins Pereira, São José dos Campos Schiedsrichter: Gonzalo Ventoso (Uruguay) |

| 17. Juli 2019 12:00 BRT | Japan           | 48 : 34 | Kenia | Estádio Municipal Martins Pereira, São José dos Campos Schiedsrichter: Federico Vedovelli (Italien) |
| 17. Juli 2019 12:00 BRT | (31:15) Bericht |         |       | Estádio Municipal Martins Pereira, São José dos Campos Schiedsrichter: Federico Vedovelli (Italien) |

| 17. Juli 2019 17:00 BRT | Uruguay        | 52 : 10 | Brasilien | Estádio Municipal Martins Pereira, São José dos Campos Schiedsrichter: Luke Rogan (UsA) |
| 17. Juli 2019 17:00 BRT | (24:0) Bericht |         |           | Estádio Municipal Martins Pereira, São José dos Campos Schiedsrichter: Luke Rogan (UsA) |

### Gruppe B
|    | Land     | Spiele | Siege | Unent. | Ndlg. | Spiel- punkte | Diff. | Bonus- punkte | Tabellen- punkte |
| -- | -------- | ------ | ----- | ------ | ----- | ------------- | ----- | ------------- | ---------------- |
| 1. | Portugal | 3      | 3     | 0      | 0     | 148:51        | + 97  | 3             | 15               |
| 2. | Tonga    | 3      | 2     | 0      | 1     | 93:77         | + 16  | 2             | 10               |
| 3. | Kanada   | 3      | 1     | 0      | 2     | 124:101       | + 23  | 3             | 7                |
| 4. | Hongkong | 3      | 0     | 0      | 3     | 65:201        | − 136 | 1             | 1                |

| 9. Juli 2019 14:00 BRT | Tonga           | 26 : 25 | Kanada | Estádio Municipal Martins Pereira, São José dos Campos Schiedsrichter: Damian Schneider (Argentinien) |
| 9. Juli 2019 14:00 BRT | (21:10) Bericht |         |        | Estádio Municipal Martins Pereira, São José dos Campos Schiedsrichter: Damian Schneider (Argentinien) |

| 9. Juli 2019 19:00 BRT | Portugal       | 59 : 27 | Hongkong | Estádio Municipal Martins Pereira, São José dos Campos Schiedsrichter: Gonzalo Ventoso (Uruguay) |
| 9. Juli 2019 19:00 BRT | (39:6) Bericht |         |          | Estádio Municipal Martins Pereira, São José dos Campos Schiedsrichter: Gonzalo Ventoso (Uruguay) |

| 13. Juli 2019 12:00 BRT | Tonga           | 64 : 12 | Hongkong | Estádio Municipal Martins Pereira, São José dos Campos Schiedsrichter: Nehuén Jauri Rivero (Argentinien) |
| 13. Juli 2019 12:00 BRT | (36:12) Bericht |         |          | Estádio Municipal Martins Pereira, São José dos Campos Schiedsrichter: Nehuén Jauri Rivero (Argentinien) |

| 13. Juli 2019 19:00 BRT | Portugal        | 49 : 21 | Kanada | Estádio Municipal Martins Pereira, São José dos Campos Schiedsrichter: Luke Rogan (UsA) |
| 13. Juli 2019 19:00 BRT | (17:14) Bericht |         |        | Estádio Municipal Martins Pereira, São José dos Campos Schiedsrichter: Luke Rogan (UsA) |

| 17. Juli 2019 14:00 BRT | Tonga          | 3 : 40 | Portugal | Estádio Municipal Martins Pereira, São José dos Campos Schiedsrichter: Nehuén Jauri Rivero (Argentinien) |
| 17. Juli 2019 14:00 BRT | (3:26) Bericht |        |          | Estádio Municipal Martins Pereira, São José dos Campos Schiedsrichter: Nehuén Jauri Rivero (Argentinien) |

| 17. Juli 2019 19:00 BRT | Hongkong        | 26 : 78 | Kanada | Estádio Municipal Martins Pereira, São José dos Campos Schiedsrichter: Damian Schneider (Argentinien) |
| 17. Juli 2019 19:00 BRT | (14:38) Bericht |         |        | Estádio Municipal Martins Pereira, São José dos Campos Schiedsrichter: Damian Schneider (Argentinien) |

## Finalrunde

### Spiel um Platz 7
| 21. Juli 2019 17:00 BRT | Brasilien              | 32 : 29 n. V. | Hongkong | Estádio Municipal Martins Pereira, São José dos Campos Schiedsrichter: Federico Vedovelli (Italien) |
| 21. Juli 2019 17:00 BRT | (19:12, 29:29) Bericht |               |          | Estádio Municipal Martins Pereira, São José dos Campos Schiedsrichter: Federico Vedovelli (Italien) |

### Spiel um Platz 5
| 21. Juli 2019 12:00 BRT | Kenia          | 13 : 52 | Kanada | Estádio Municipal Martins Pereira, São José dos Campos Schiedsrichter: Luke Rogan (USA) |
| 21. Juli 2019 12:00 BRT | (8:19) Bericht |         |        | Estádio Municipal Martins Pereira, São José dos Campos Schiedsrichter: Luke Rogan (USA) |

### Spiel um Platz 3
| 21. Juli 2019 14:00 BRT | Uruguay         | 27 : 29 | Tonga | Estádio Municipal Martins Pereira, São José dos Campos Schiedsrichter: Nehuén Jauri Rivero (Argentinien) |
| 21. Juli 2019 14:00 BRT | (15:15) Bericht |         |       | Estádio Municipal Martins Pereira, São José dos Campos Schiedsrichter: Nehuén Jauri Rivero (Argentinien) |

### Finale
| 21. Juli 2019 19:00 BRT | Japan           | 35 : 34 | Portugal | Estádio Municipal Martins Pereira, São José dos Campos Schiedsrichter: Damian Schneider (Argentinien) |
| 21. Juli 2019 19:00 BRT | (14:21) Bericht |         |          | Estádio Municipal Martins Pereira, São José dos Campos Schiedsrichter: Damian Schneider (Argentinien) |

## Schlussplatzierungen
| Platz | Land      |
| ----- | --------- |
| 01    | Japan     |
| 02    | Portugal  |
| 03    | Tonga     |
| 04    | Uruguay   |
| 05    | Kanada    |
| 06    | Kenia     |
| 07    | Brasilien |
| 08    | Hongkong  |

Japan gewann das Turnier und nahm 2023 an der Juniorenweltmeisterschaft teil. Die Turniere der Jahre 2020 bis 2022 mussten wegen der COVID-19-Pandemie abgesagt werden.